# Gianna Terribili-Gonzales
Gianna Terribili-Gonzales, pseudonimo di Giovanna Terribili (Marino, 5 marzo 1882 – Roma, 10 dicembre 1940), è stata un'attrice italiana.

## Biografia
Insieme a Francesca Bertini, Lyda Borelli, Leda Gys e diverse altre fu una delle dive del cinema muto italiano. Iniziò la carriera nel 1908 e ottenne risonanza internazionale nel 1913 interpretando il ruolo di Cleopatra in Marcantonio e Cleopatra. Interpretò complessivamente quasi cinquanta pellicole tra il 1911 e il 1925. Tra gli altri ruoli è da segnalare quello di Anna Petrowna nel film omonimo del 1916 e di Messalina nel film del 1922. Dopo il ritiro dal cinema si sposò ed ebbe cinque figli. È deceduta a 58 anni.

## Filmografia
- I maccabei, regia di Enrico Guazzoni - cortometraggio (1911)
- Il lettino vuoto, regia di Enrico Guazzoni (1913)
- Marcantonio e Cleopatra,  regia di Enrico Guazzoni (1913)
- Scuola d'eroi, regia di Enrico Guazzoni (1914)
- Gaio Giulio Cesare, regia di Enrico Guazzoni (1914)
- La voluttà della vendetta, regia di Umberto Morteo (1915)
- La scudisciata, regia di Umberto Morteo (1915)
- L'alcova muta, regia di Umberto Morteo (1915)
- Tigrana, regia di Edouard Micheroux de Dillon (1916)
- Gloria di sangue, regia di Alberto Carlo Lolli (1916)
- Anna Petrowna, regia di Alberto Carlo Lolli (1916)
- Le memorie di un pazzo, regia di Giuseppe De Liguoro (1917)
- Il tank della morte, regia di Telemaco Ruggeri (1917)
- Malacarne, regia di Dillo Lombardi (1918)
- Incantesimo, regia di Ugo Gracci (1919)
- La donna di trent'anni, regia di Riccardo Molinari e Alexandre Devarennes (1920)
- La telefonata del diavolo, regia di Gian Paolo Rosmino (1920)
- Il canto di Circe, regia di Giuseppe De Liguoro (1920)
- L'assassinio del Jokey, regia di Gian Paolo Rosmino (1920)
- Plasmò… distrusse…, regia di Nadir De Lucia (1920)
- Voi!, regia di Ugo De Simone (1920)
- L'eredità di Caino, regia di Giuseppe Maria Viti (1921)
- Messalina, regia di Enrico Guazzoni (1923)
- Savitri Satyavan, regia di Giorgio Mannini (1923)
- La gerla di papà Martin, regia di Mario Bonnard (1923)
- L'uomo più allegro di Vienna, regia di Amleto Palermi (1925)
- L'ultimo Lord, regia di Augusto Genina (1926)